# Veronica Lazar
Veronica Lazar (Bucarest, 6 ottobre 1938 – Roma, 8 giugno 2014) è stata un'attrice e psicologa rumena.

## Biografia
Diplomatasi in recitazione alla università Caragiale di arte drammatica e cinematografica, vi conseguì anche la laurea in psicologia ed esercitò la professione fino al 1994, occupandosi principalmente di terapia di coppia: al contempo svolse la carriera di attrice, che ebbe inizio con alcuni ruoli teatrali in Romania. Di religione ebraica, appartenente a una famiglia salvatasi dalle persecuzioni naziste, abbandonò il suo paese d'origine essendosi opposta anche al comunismo e alla fine si stabilì in Italia nel 1965. Riuscì a imparare la lingua italiana in poche settimane e aveva pianificato di trasferirsi negli Stati Uniti o in Israele, ma rimase affascinata da Roma.
Debuttò come attrice cinematografica nel 1972, nel ruolo della moglie defunta del protagonista interpretato da Marlon Brando in Ultimo tango a Parigi di Bernardo Bertolucci e in seguito recitò anche in altri film del regista emiliano come La luna (1979), Il tè nel deserto (1990) e L'assedio (1998).
Altra collaborazione di spicco fu quella con Michelangelo Antonioni in Identificazione di una donna e Al di là delle nuvole. Tuttavia divenne nota al pubblico italiano ed internazionale soprattutto per la sua proficua carriera nel cinema horror: Lucio Fulci le diede una parte ne ...e tu vivrai nel terrore! - L'aldilà, mentre Dario Argento la reclutò per Inferno, dove impersonò la figura-cult di Mater Tenebrarum, e per La sindrome di Stendhal. Fu presidentessa di una fondazione artistica, la Fundatia Itaro Arte, che nel 2007 ha promosso una rassegna sul cinema rumeno tenutasi prima a Roma e poi a Pisa.

## Vita privata
A Roma conobbe e sposò l'attore italiano Adolfo Celi, dal quale ebbe due figli, il regista Leonardo e l'attrice Alessandra.

## Filmografia

### Cinema
- Ultimo tango a Parigi, regia di Bernardo Bertolucci (1972)
- La luna, regia di Bernardo Bertolucci (1979)
- Inferno, regia di Dario Argento (1980)
- ...e tu vivrai nel terrore! - L'aldilà, regia di Lucio Fulci (1981)
- Storia di donne (Les ailes de la colombe), regia di Benoît Jacquot (1981)
- Identificazione di una donna, regia di Michelangelo Antonioni (1982)
- Io e mia sorella, regia di Carlo Verdone (1987)
- Berlin-Jerusalem, regia di Amos Gitai (1989)
- Il sole buio, regia di Damiano Damiani (1990)
- Il tè nel deserto (The Sheltering Sky), regia di Bernardo Bertolucci (1990)
- Verso sera, regia di Francesca Archibugi (1990)
- La bionda, regia di Sergio Rubini (1993)
- Al di là delle nuvole, regia di Michelangelo Antonioni e Wim Wenders (1995)
- La sindrome di Stendhal, regia di Dario Argento (1996)
- L'assedio, regia di Bernardo Bertolucci (1998)
- Il manoscritto del Principe, regia di Roberto Andò (2000)
- Ginostra, regia di Manuel Pradal (2002)
- Lara, regia di Ana Maria Magalhães (2002)
- Io e te, regia di Bernardo Bertolucci (2012)
- Il giovane favoloso, regia di Mario Martone (2014) - postumo

### Televisione
- Le affinità elettive, regia di Gianni Amico – miniserie TV (1979)
- Giacinta, regia di Gianluigi Calderone – miniserie TV (1980)
- Un caso d'incoscienza, regia di Emidio Greco – film TV (1984)
- Summer's Lease, regia di Martyn Friend – miniserie TV (1989)
- La storia spezzata, regia di Andrea e Antonio Frazzi – miniserie TV (1990)
- Gioco perverso, regia di Italo Moscati – film TV (1993)
- Storia di Chiara, regia di Andrea e Antonio Frazzi – film TV (1995)
- L'impero, regia di Lamberto Bava – miniserie TV (2001)
- 6 passi nel giallo – serie TV, episodio 1x04 (2012)

## Teatro
- Così è (se vi pare) di Luigi Pirandello, regia di Mario Ferrero (1963-1964)